# Fußball-Bezirksliga Dresden 1961/62
Die Fußball-Bezirksliga Dresden 1961/62 war die zehnte Austragung (einmalig zweigleisig) der vom Bezirksfachausschuss (BFA) Fußball Dresden durchgeführten Bezirksliga Dresden. Sie war die höchste Spielklasse im Bezirk Dresden und die vierthöchste im Ligasystem auf dem Gebiet des DFV.
Nachdem in den Jahren von 1955 bis 1960 das Spieljahr im Fußball mit dem Kalenderjahr identisch gewesen war, beschlossen die Funktionäre des DFV zum Jahr 1961, den Spielrhythmus wieder auf das alte System (Herbst-Frühjahr) umzustellen. Man hatte den Frühjahr-Herbst-Rhythmus ursprünglich von der Sowjetunion übernommen, wo dieser Spielrhythmus witterungsbedingt aufgrund der strengen Winter notwendig war. Da in der DDR jedoch nicht die gleichen klimatischen Gegebenheiten herrschten und der Rhythmus nicht mit dem Herbst-Frühjahr-Rhythmus der internationalen Europapokal-Wettbewerbe übereinstimmte, revidierte man schließlich wieder die Entscheidung. Wegen der längeren Spielzeit wurde in der Bezirksliga übergangsweise in einer Dreifachrunde (39 Spieltage) gespielt, in der die Mannschaften 19 Heim- und Auswärtsspiele sowie ein Spiel auf einem neutralen Platz bestritten.
Vor den Finalspielen um die Bezirksmeisterschaft, mussten in der Staffel 1 Entscheidungsspiele ausgetragen werden, um den Staffelsieger zu ermitteln. Die punktgleichen Mannschaften von Lokomotive Zittau und Einheit Kamenz brauchten vier Spiele bis Zittau als Staffelsieger feststand. In den Finalspielen um die Bezirksmeisterschaft standen sich dann die BSG Lokomotive Zittau als Sieger der Staffel 1 und der Vorjahresabsteiger aus der II. DDR-Liga die BSG Aufbau Meißen als Sieger der Staffel 2 gegenüber. Nach zwei Siegen sicherte sich Zittau den Bezirksmeistertitel und stieg in die übergeordnete II. DDR-Liga auf. Vizemeister Meißen nahm durch die Aufstockung der DDR-Liga an einer zusätzlichen Qualifikationsrunde zur II. DDR-Liga teil, in der die Mannschaft in der Staffel C den vierten Rang belegte und den Aufstieg verpasste.
Durch die Reduzierung der Bezirksliga zur Folgesaison von zwei auf eine Staffel, stiegen 14 Mannschaften in eine der untergeordneten Bezirksklassestaffeln ab. Dies waren aus der Staffel 1 Vorwärts Bautzen, Motor Großdubrau, Motor Niesky, die SG Frankenthal, Turbine Großröhrsdorf, Lokomotive Görlitz sowie Motor TuR Dresden-Übigau und aus der Staffel 2 Turbine Großenhain, Motor Cossebaude, Motor Freital, Chemie Pirna, Motor Heidenau, Stahl Schmiedeberg sowie Aufbau Riesa.
Im Gegenzug stiegen zur Folgesaison die zwei Erstplatzierten der Bezirksliga-Aufstiegsrunde, die BSG Motor Dresden-Zschachwitz als Bezirksliganeuling und nach vierjähriger Abwesenheit die BSG Lokomotive Pirna auf. Aus der Oberliga-Reserverunde kam die Zweitvertretung vom SC Einheit Dresden hinzu.

## Staffel 1

### Abschlusstabelle
| Pl. | Mannschaft                   | Sp. | S  | U  | N  | Tore    | Diff. | Punkte |
| --- | ---------------------------- | --- | -- | -- | -- | ------- | ----- | ------ |
| 1.  | BSG Lokomotive Zittau        | 39  | 26 | 7  | 6  | 086:380 | +48   | 59:19  |
| 2.  | BSG Einheit Kamenz           | 39  | 26 | 7  | 6  | 096:490 | +47   | 59:19  |
| 3.  | SG Dynamo Dresden II (N)     | 39  | 21 | 6  | 12 | 083:390 | +44   | 48:30  |
| 4.  | BSG Motor Radeberg           | 39  | 19 | 8  | 12 | 062:490 | +13   | 46:32  |
| 5.  | BSG Energie Görlitz (N)      | 39  | 15 | 11 | 13 | 070:650 | +5    | 41:37  |
| 6.  | ASG Vorwärts Zittau          | 39  | 16 | 9  | 14 | 062:580 | +4    | 41:37  |
| 7.  | BSG Empor Dresden-Löbtau     | 39  | 15 | 9  | 15 | 053:510 | +2    | 39:39  |
| 8.  | ASG Vorwärts Bautzen (N) (1) | 39  | 12 | 10 | 17 | 063:730 | −10   | 34:44  |
| 9.  | BSG Motor Großdubrau (N)     | 39  | 11 | 12 | 16 | 061:780 | −17   | 34:44  |
| 10. | BSG Motor Niesky             | 39  | 10 | 13 | 16 | 044:650 | −21   | 33:45  |
| 11. | SG Frankenthal (N)           | 39  | 12 | 8  | 19 | 069:105 | −36   | 32:46  |
| 12. | BSG Turbine Großröhrsdorf    | 39  | 10 | 10 | 19 | 040:650 | −25   | 30:48  |
| 13. | BSG Lokomotive Görlitz (N)   | 39  | 11 | 5  | 23 | 059:930 | −34   | 27:51  |
| 14. | BSG Motor TuR Dresden-Übigau | 39  | 8  | 7  | 24 | 051:710 | −20   | 23:55  |

| (N) Aufsteiger aus der Bezirksklasse 1960 |

### Kreuztabelle
Die Kreuztabelle stellt die Ergebnisse aller Spiele (ausgenommen Neutrale Runde) dieser Saison dar. Die Heimmannschaft ist in der linken Spalte aufgelistet und die Gastmannschaft in der obersten Reihe.
| Bezirksliga Dresden Staffel 1 19. März 1961 – 20. Mai 1962 | Bezirksliga Dresden Staffel 1 19. März 1961 – 20. Mai 1962 | ZI      | BSG Einheit Kamenz | SG Dynamo Dresden II | RDB     | En. GR  | ZI      | BSG Empor Dresden-Löbtau | BZ      | GDU     | NY      | SGF     | BSG Turbine Großröhrsdorf | GR      | BSG Motor TuR Dresden-Übigau |
| ---------------------------------------------------------- | ---------------------------------------------------------- | ------- | ------------------ | -------------------- | ------- | ------- | ------- | ------------------------ | ------- | ------- | ------- | ------- | ------------------------- | ------- | ---------------------------- |
| 01.                                                        | BSG Lokomotive Zittau                                      |         | 2:0 0              | 0:0 1:0              | 4:0 0   | 3:0 0   | 0:0 3:3 | 2:0 0                    | 3:0 4:4 | 4:4 0   | 3:1 3:0 | 4:2 6:0 | 0:1 3:0                   | 5:0 0   | 2:1 0                        |
| 02.                                                        | BSG Einheit Kamenz                                         | 4:1 0:0 |                    | 4:1 0                | 2:1 0   | 2:3 0   | 2:0 1:1 | 2:0 0                    | 1:2 1:0 | 2:0 6:0 | 4:2 3:1 | 7:1 0   | 3:1 4:0                   | 3:1 0   | 1:1 0                        |
| 03.                                                        | SG Dynamo Dresden II                                       | (2) 0   | 6:1 0              |                      | (3) 0   | 1:1 3:1 | 5:2 3:2 | 3:0 0                    | 4:0 1:0 | (4) 0   | 1:1 2:0 | 5:1 2:0 | 8:0 4:0                   | 5:0 0   | 1:0 0                        |
| 04.                                                        | BSG Motor Radeberg                                         | 1:1 2:1 | 2:2 0:3            | 2:3 1:0              |         | 1:2 0   | 1:0 0   | 0:1 0:0                  | 3:0 0   | 5:3 4:0 | 3:0 0   | 3:4 0   | 1:0                       | 3:3 0   | 4:2 0                        |
| 05.                                                        | BSG Energie Görlitz                                        | 1:0 2:2 | 5:2 1:1            | 0:2 0                | 0:2 4:3 |         | 3:2 0   | 2:0 1:1                  | 2:2 0   | 3:0 0   | 0:0 0   | 8:2 0   | 1:0 0                     | 1:3 3:0 | 4:1 3:3                      |
| 06.                                                        | ASG Vorwärts Zittau                                        | 2:1 0   | 5:2 0              | 0:4 0                | 2:0 0   | 2:0 1:2 |         | 1:1 0                    | 3:2 2:0 | 1:0 0   | 3:1 3:0 | 0:1 2:0 | 2:0 0                     | 3:1 2:2 | 2:1                          |
| 07.                                                        | BSG Empor Dresden-Löbtau                                   | 0:1 1:2 | 1:2 0:1            | 3:0 1:1              | 2:1 0   | 1:0 0   | 2:3 0:0 |                          | 2:0 0   | 2:1 4:2 | 1:1 2:3 | 2:1 0   | 3:0 0                     | 1:2 0   | 2:0 0                        |
| 08.                                                        | ASG Vorwärts Bautzen                                       | 1:4 0   | 1:3 0              | 2:0 0                | 0:0 0:2 | 2:2 1:4 | 2:2 0   | 2:0 3:4                  |         | 3:3 3:4 | 7:0 0   | 1:1 2:1 | 4:0 0                     | 3:3 2:1 | 0:0 0                        |
| 09.                                                        | BSG Motor Großdubrau                                       | 6:1 4:1 | 1:3 0              | 0:3 1:1              | 3:1 0   | 2:2 1:0 | 1:0 2:1 | 4:4 0                    | (5) 0   |         | 1:1 0   | 3:3 0   | 0:0                       | 6:1 0   | 2:1 0:0                      |
| 10.                                                        | BSG Motor Niesky                                           | 0:1 0   | 1:1 0              | 3:1 0                | 0:0 1:1 | 1:2 2:0 | 2:2 0   | 1:0 0                    | 0:2 4:3 | 2:0 0:2 |         | 1:1 4:0 | 1:1 0                     | 0:1 0   | 3:3 1:0                      |
| 11.                                                        | SG Frankenthal                                             | 0:5 0   | 2:5 1:1            | 1:5 0                | 0:2 0:1 | 4:2 0   | 2:1 0   | 3:1 6:2                  | 2:1 0   | 2:2 4:0 | 2:2 0   |         | 2:2 0                     | 2:4 4:1 | 2:0 7:2                      |
| 12.                                                        | BSG Turbine Großröhrsdorf                                  | 0:2 0   | 2:3 0              | 1:0 0                | 0:1 0   | 1:1 4:1 | 1:0 2:1 | 1:1 0                    | 2:0 3:4 | 1:1 0   | 2:0 1:1 | 3:1 1:2 |                           | 3:0 0   | 0:2 1:2                      |
| 13.                                                        | BSG Lokomotive Görlitz                                     | (6) 2:3 | 2:4 0:3            | 4:3 2:3              | 1:2     | 2:1 0   | 1:2 2:3 | 0:3 3:1                  | 1:2 0   | 2:2 0   | 3:1 0   | 5:1 0   | 1:3 2:2                   |         | 0:3 0                        |
| 14.                                                        | BSG Motor TuR Dresden-Übigau                               | 0:4 1:3 | 0:3 1:2            | 1:1 2:3              | 2:1 0:3 | 4:1 0   | 3:0 0   | 0:1 0:2                  | 1:4 0   | 5:1 0   | 0:1 0   | 6:0 0   | 1:1 0                     | 1:2 0:1 |                              |

#### Neutrale Runde(1. Spieltag)
|                          | Ergebnis |                              | Spielorte     |
| ------------------------ | -------- | ---------------------------- | ------------- |
| ASG Vorwärts Bautzen     | 0:0      | BSG Motor TuR Dresden-Übigau | Neustadt      |
| BSG Motor Radeberg       | 2:2      | ASG Vorwärts Zittau          | Bischofswerda |
| SG Frankenthal           | 1:1      | BSG Energie Görlitz          | Ebersbach     |
| BSG Empor Dresden-Löbtau | 1:0      | BSG Turbine Großröhrsdorf    | Arnsdorf      |
| BSG Einheit Kamenz       | 1:0      | SG Dynamo Dresden II         | Königsbrück   |
| BSG Lokomotive Zittau    | 2:1      | BSG Motor Großdubrau         | Kreba         |
| BSG Motor Niesky         | 1:0      | BSG Lokomotive Görlitz       | Ostritz       |

### Entscheidungsspiele um den Staffelsieg
In Hin- und Rückspiel sollte der Staffelsieger ermittelt werden. Da es nach zwei Spielen keinen Sieger gab, waren weitere Entscheidungsspiele auf neutralen Plätzen notwendig.
| Datum                   |                    | Gesamt |                       | Hinspiel | Rückspiel |
| ----------------------- | ------------------ | ------ | --------------------- | -------- | --------- |
| So 06. Mai / So 13. Mai | BSG Einheit Kamenz | 2:2    | BSG Lokomotive Zittau | 1:0      | 1:2       |

3. Entscheidungsspiel
| Datum           |                    | Ergebnis |                       | Spielort |
| --------------- | ------------------ | -------- | --------------------- | -------- |
| So 20. Mai 1962 | BSG Einheit Kamenz | 1:1      | BSG Lokomotive Zittau | Löbau    |

4. Entscheidungsspiel
| Datum           |                    | Ergebnis |                       | Spielort |
| --------------- | ------------------ | -------- | --------------------- | -------- |
| Do 24. Mai 1962 | BSG Einheit Kamenz | 0:1      | BSG Lokomotive Zittau | Bautzen  |

## Staffel 2

### Abschlusstabelle
| Pl. | Mannschaft                          | Sp. | S  | U  | N  | Tore    | Diff. | Punkte |
| --- | ----------------------------------- | --- | -- | -- | -- | ------- | ----- | ------ |
| 1.  | BSG Aufbau Meißen (A)               | 39  | 28 | 5  | 6  | 101:330 | +68   | 61:17  |
| 2.  | BSG Stahl Freital                   | 39  | 26 | 6  | 7  | 083:390 | +44   | 58:20  |
| 3.  | BSG Lokomotive Dresden              | 39  | 17 | 10 | 12 | 061:460 | +15   | 44:34  |
| 4.  | BSG Empor Tabak Dresden             | 39  | 18 | 7  | 14 | 068:500 | +18   | 43:35  |
| 5.  | BSG Stahl Riesa II (N)              | 39  | 18 | 7  | 14 | 074:680 | +6    | 43:35  |
| 6.  | BSG Lokomotive Wülknitz (N)         | 39  | 19 | 5  | 15 | 058:690 | −11   | 43:35  |
| 7.  | BSG Motor Dresden-Niedersedlitz (N) | 39  | 14 | 14 | 11 | 059:560 | +3    | 42:36  |
| 8.  | BSG Turbine Großenhain              | 39  | 13 | 13 | 13 | 068:680 | ±0    | 39:39  |
| 9.  | BSG Motor Cossebaude (N)            | 39  | 15 | 8  | 16 | 073:710 | +2    | 38:40  |
| 10. | BSG Motor Freital (N) (7)           | 37  | 15 | 5  | 17 | 079:960 | −17   | 35:39  |
| 11. | BSG Chemie Pirna                    | 39  | 10 | 12 | 17 | 060:670 | −7    | 32:46  |
| 12. | BSG Motor Heidenau (N)              | 39  | 10 | 6  | 23 | 048:830 | −35   | 26:52  |
| 13. | BSG Stahl Schmiedeberg (N)          | 39  | 8  | 9  | 22 | 042:780 | −36   | 25:53  |
| 14. | BSG Aufbau Riesa (N)                | 39  | 4  | 7  | 28 | 039:890 | −50   | 15:63  |

| (A) Absteiger aus der II. DDR-Liga 1960   |
| (N) Aufsteiger aus der Bezirksklasse 1960 |

### Kreuztabelle
Die Kreuztabelle stellt die Ergebnisse aller Spiele (ausgenommen Neutrale Runde) dieser Saison dar. Die Heimmannschaft ist in der linken Spalte aufgelistet und die Gastmannschaft in der obersten Reihe.
| Bezirksliga Dresden Staffel 2 19. März 1961 – 29. April 1962 | Bezirksliga Dresden Staffel 2 19. März 1961 – 29. April 1962 | MEI     | BSG Stahl Freital | DD      | BSG Empor Tabak Dresden | BSG Stahl Riesa II | WÜL     | D-N     | BSG Turbine Großenhain | COS     | FTL     | BSG Chemie Pirna | HDN     | BSG Stahl Schmiedeberg | RIE     |
| ------------------------------------------------------------ | ------------------------------------------------------------ | ------- | ----------------- | ------- | ----------------------- | ------------------ | ------- | ------- | ---------------------- | ------- | ------- | ---------------- | ------- | ---------------------- | ------- |
| 01.                                                          | BSG Aufbau Meißen                                            |         | 4:2 0:1           | 1:2 2:1 | 5:2 0                   | 3:0 5:2            | 3:0 0   | 2:2 4:0 | 3:1 3:0                | 2:0 1:0 | 3:1 0   | 6:0 0            | 1:0 0   | 4:0 0                  | 7:0 0   |
| 02.                                                          | BSG Stahl Freital                                            | 1:0 0   |                   | 3:1 0   | 3:1 0                   | 1:0 2:1            | 3:0 1:0 | 3:2 0:0 | 1:1 6:1                | 5:2 4:1 | 5:0 0   | 1:1 3:0          | 5:1 0   | 1:1 0                  | 4:1 0   |
| 03.                                                          | BSG Lokomotive Dresden                                       | 1:1 0   | 0:2 1:2           |         | 1:0 0                   | 2:1 1:3            | 4:0 3:0 | 0:0 3:1 | 1:0 1:1                | 3:0 2:1 | 6:2 0   | 1:1 0            | 1:2 0   | 1:1 0                  | 3:0 0   |
| 04.                                                          | BSG Empor Tabak Dresden                                      | 1:3 0   | 1:1 0:2           | 3:0 0:1 |                         | 2:0 0              | 7:0 0   | 1:0     | 1:0                    | 1:1 0   | 3:1 1:3 | 0:0 0            | 0:0 3:2 | 1:0 0                  | 2:0 0   |
| 05.                                                          | BSG Stahl Riesa II                                           | 2:1 0   | 3:1 0             | 2:1 0   | 1:0 0:2                 |                    | 2:3 0:4 | 2:4 0   | 1:1 0                  | 6:2 0   | 2:0 3:2 | 3:3 3:1          | 3:2 0   | 0:0 6:2                | 2:2 3:1 |
| 06.                                                          | BSG Lokomotive Wülknitz                                      | 2:5 0:2 | 4:1 0             | 1:1 0   | 2:1 0:5                 | 2:1 0              |         | 3:2 0   | 2:1 0                  | 1:0 0   | 4:0 4:1 | 1:1 2:1          | 2:1 0   | 3:1 2:0                | 1:0     |
| 07.                                                          | BSG Motor Dresden-Niedersedlitz                              | 1:0 0   | 3:1 0             | 1:4 0   | 2:1 0                   | 1:0 1:1            | 5:3 1:0 |         | 0:0 4:0                | 2:2 0:5 | 6:2 0   | 1:1 0            | 2:1 0:0 | 3:1 0                  | 4:2 0:0 |
| 08.                                                          | BSG Turbine Großenhain                                       | 2:1 0   | 3:2 0             | 1:1 0   | 3:1 0                   | 6:0 2:2            | 2:1 0   | 1:1 0   |                        | 1:3 2:2 | 1:1 0   | 3:2 4:3          | 3:0 7:1 | 2:0 3:1                | 3:2 2:5 |
| 09.                                                          | BSG Motor Cossebaude                                         | 0:1 0   | 1:0 0             | 4:2 0   | 4:2 5:1                 | 1:5 0              | 4:1 1:1 | 2:1 0   | 2:3 0                  |         | 6:4 0   | 1:3 3:1          | 1:1     | 2:2 2:0                | 4:0 2:1 |
| 10.                                                          | BSG Motor Freital                                            | 2:2 1:3 | 0:2 2:0           | 0:3 1:1 | 1:6 0                   | 3:2 0              | 5:0 0   | 2:1 1:1 | 3:2 2:2                | 2:1 2:3 |         | 4:2 0            | 2:4 0   | 4:2 0                  | 3:0 0   |
| 11.                                                          | BSG Chemie Pirna                                             | 1:3 0:2 | 1:1 0             | 0:0 2:0 | 1:3 1:0                 | 1:3 0              | 1:0 0   | 4:1 0   | 2:0 0                  | 1:2 0   | 2:2 0:0 |                  | 0:2 0   | 2:0 5:1                | 3:4 1:1 |
| 12.                                                          | BSG Motor Heidenau                                           | 0:2 0:3 | 1:4 0:1           | 1:3 2:1 | 1:2 0                   | 0:1 1:4            | 0:2     | 0:0 0   | 1:1 0                  | 3:2 0   | 5:2 0   | 1:0 1:8          |         | 4:1 0                  | 3:1 0   |
| 13.                                                          | BSG Stahl Schmiedeberg                                       | 1:4 1:1 | 0:1 1:2           | 3:1 0   | 0:5 1:1                 | 1:2 0              | 0:0 0   | 0:1 1:3 | 2:0 0                  | 2:0 0   | 1:3 2:3 | 1:0 0            | 3:1 4:2 |                        | 3:2 0   |
| 14.                                                          | BSG Aufbau Riesa                                             | 1:4 0:2 | 0:1 0             | 0:1 1:2 | 1:1 2:3                 | 1:2 0              | 1:2 0   | 0:0 0   | 1:1 0                  | 1:0 0   | 3:5 1:4 | 1:2 0            | 1:0 1:2 | 0:0 1:2                |         |

#### Neutrale Runde(1. Spieltag)
|                                 | Ergebnis |                         | Spielorte      |
| ------------------------------- | -------- | ----------------------- | -------------- |
| BSG Empor Tabak Dresden         | 2:2      | BSG Aufbau Meißen       | Dorfhain       |
| BSG Aufbau Riesa                | 0:4      | BSG Stahl Freital       | Sörnewitz      |
| BSG Turbine Großenhain          | 2:2      | BSG Lokomotive Wülknitz | Frauenhain     |
| BSG Stahl Schmiedeberg          | 0:0      | BSG Lokomotive Dresden  | Dippoldiswalde |
| BSG Motor Freital               | 3:1      | BSG Motor Heidenau      | Mohorn         |
| BSG Motor Dresden-Niedersedlitz | 2:2      | BSG Chemie Pirna        | Bad Schandau   |
| BSG Motor Cossebaude            | 0:0      | BSG Stahl Riesa II      | Heyda          |

## Endspiele um die Bezirksmeisterschaft
Die beiden Staffelsieger ermittelten in Hin- und Rückspiel den Bezirksmeister.
| Datum                   | Sieger der Staffel 2 | Gesamt | Sieger der Staffel 1  | Hinspiel | Rückspiel |
| ----------------------- | -------------------- | ------ | --------------------- | -------- | --------- |
| Mi 30. Mai / So 3. Juni | BSG Aufbau Meißen    | 0:5    | BSG Lokomotive Zittau | 0:3      | 0:2       |

## Bezirksliga-Aufstiegsrunde
In der Aufstiegsrunde ermittelten die vier Staffelsieger der Bezirksklasse die zwei Aufsteiger zur Bezirksliga. Jede Mannschaft bestritt je drei Heim- und Auswärtsspiele.

### Abschlusstabelle
| Pl. | Mannschaft                                | Sp. | S | U | N | Tore    | Diff. | Punkte |
| --- | ----------------------------------------- | --- | - | - | - | ------- | ----- | ------ |
| 1.  | BSG Motor Dresden-Zschachwitz (Staffel 3) | 6   | 4 | 1 | 1 | 011:500 | +6    | 09:30  |
| 2.  | BSG Lokomotive Pirna (Staffel 2)          | 6   | 2 | 3 | 1 | 008:700 | +1    | 07:50  |
| 3.  | BSG Empor Löbau (Staffel 1)               | 6   | 2 | 1 | 3 | 007:900 | −2    | 05:70  |
| 4.  | BSG Motor Coswig (Staffel 4)              | 6   | 1 | 1 | 4 | 006:110 | −5    | 03:90  |

### Kreuztabelle
Die Kreuztabelle stellt die Ergebnisse aller Spiele dieser Aufstiegsrunde dar. Die Heimmannschaft ist in der linken Spalte aufgelistet und die Gastmannschaft in der obersten Reihe.
| Bezirksliga-Aufstiegsrunde 24. Mai 1962 – 1. Juli 1962 | Bezirksliga-Aufstiegsrunde 24. Mai 1962 – 1. Juli 1962 | DD-Zschachwitz | Pirna | Löbau | Coswig |
| ------------------------------------------------------ | ------------------------------------------------------ | -------------- | ----- | ----- | ------ |
| 1.                                                     | BSG Motor Dresden-Zschachwitz                          |                | 4:2   | 2:0   | 3:1    |
| 2.                                                     | BSG Lokomotive Pirna                                   | 0:0            |       | 2:2   | 2:1    |
| 3.                                                     | BSG Empor Löbau                                        | 1:0            | 0:2   |       | 3:1    |
| 4.                                                     | BSG Motor Coswig                                       | 1:2            | 0:0   | 2:1   |        |